# (26731) 2001 HE14
(26731) 2001 HE14 est un astéroïde de la ceinture principale d'astéroïdes découvert en 2001.

## Description
(26731) 2001 HE14 a été découvert le 23 avril 2001 à l'observatoire Palomar, situé au nord de San Diego en Californie, par John Broughton.

### Caractéristiques orbitales
L'orbite de cet astéroïde est caractérisée par un demi-grand axe de 2,61 UA, un périhélie de 1,93 UA, une excentricité de 0,26 et une inclinaison de 11,73° par rapport à l'écliptique. Du fait de ces caractéristiques, à savoir un demi-grand axe compris entre 2 et 3,2 UA et un périhélie supérieur à 1,666 UA, il est classé, selon la JPL Small-Body Database, comme objet de la ceinture principale d'astéroïdes.

### Caractéristiques physiques
(26731) 2001 HE14 a une magnitude absolue (H) de 13,6 et un albédo estimé à 0,125.